# 제레미 샤르디

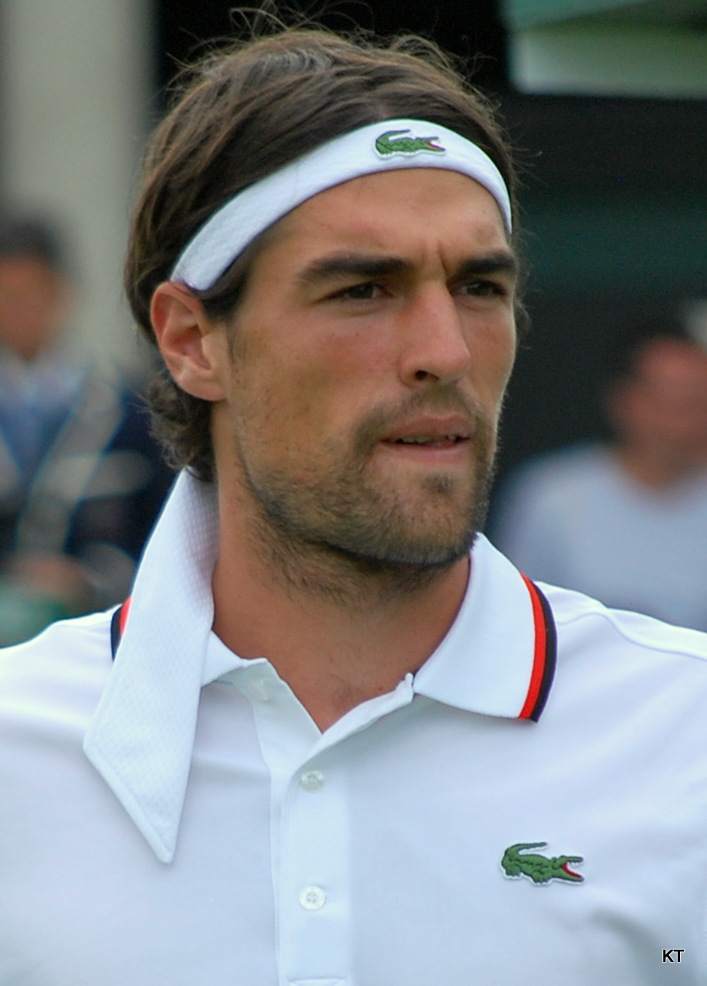
2012년 윔블던 선수권 대회에서의 샤르디 선수

제레미 샤르디(프랑스어: Jérémy Chardy, 1987년 10월 21일~)는 프랑스의 테니스 선수이다. 2013년 오스트레일리아 싱글에서 세계 25위를 차지했다.